# Ривз, Перри
Перри Ривз (англ. Perrey Reeves, род. 30 ноября 1970) — американская актриса, наиболее известна по роли Мелиссы Голд в комедийном телесериале канала HBO «Красавцы».

## Биография
Перри Ривз родилась в Нью-Йорке, но выросла в деревне в Нью-Гемпшире в семье ученых. После обучения во Франции и Италии, Ривз, вернулась в США и решила освоить профессию актрисы. В конце восьмидесятых она появилась в нескольких телесериалах, после чего получила заметную роль в фильме 1991 года «Детские игры 3».
Ривз появилась в нескольких десятках телешоу и фильмов на протяжении своей карьеры. На телевидении Ривз наиболее известна по своей роли Мелиссы Голд в комедийном телесериале канала HBO «Красавцы», где она снималась с 2004 по 2011 год. Вместе с другими актёрами шоу она несколько раз номинировалась на премию Гильдии киноактёров США за лучший актёрский состав в комедийном сериале.
На большом экране Ривз в первую очередь известна по своим ролям в фильмах «Старая закалка» с Уиллом Ферреллом и «Мистер и миссис Смит», а также была заметна в фильмах «Неразгаданное» и «Американская мечта». Кроме этого она снялась в нескольких независимых фильмах в девяностых, самый значимый из которых драма 1998 года «Дымовые сигналы», показанная впервые в рамках фестиваля «Сандэнс». На телевидении, она также в разные годы была гостем во многих сериалах, среди которых были «Джамп стрит, 21», «Она написала убийство», «Секретные материалы», «C.S.I.: Место преступления», «Анатомия страсти», «Частная практика», «Говорящая с призраками», «Касл», «Гавайи 5.0», «Белый воротничок» и «Морская полиция: Спецотдел».
В сентябре 2012 года было объявлено, что Перри Ривз сыграет одну из главных ролей в пилоте Джерри Брукхаймера «Секретная жизнь мужей и жён», экранизации одноимённого романа о жизни богатого пригорода в котором происходит загадочное убийство одного из его обитателей.
С 12 июня 2015 года Перри замужем за тренером по теннису Аароном Фоксом, с которым она встречалась 2 года до их свадьбы. У супругов есть дочь — Финекс Дельфин Фокс (род. 14.10.2017).

## Избранная фильмография
| Год       |    | Русское название                  | Оригинальное название          | Роль                      |
| --------- | -- | --------------------------------- | ------------------------------ | ------------------------- |
| 1989      | тф | Убийство выпускницы               | The Preppie Murder             | Лорен                     |
| 1990      | с  | Джамп-стрит, 21                   | 21 Jump Street                 | Трейси Хилл               |
| 1990      | с  | Флэш                              | The Flash                      | Пеппер                    |
| 1991      | ф  | Детские игры 3                    | Child’s Play 3                 | Кристин Де Силва          |
| 1994      | с  | Секретные материалы               | The X Files                    | Кристин Килар             |
| 1994      | с  | Она написала убийство             | Murder, She Wrote              | Сьюзан Констейбл          |
| 1994      | с  | Дневники Красной Туфельки         | Red Shoe Diaries               | Джоуи                     |
| 1995      | тф | Побег на ведьмину гору            | Escape To Witch Mountain       | Зои Мун                   |
| 1995      | ф  | Забыть и вспомнить                | Kicking and Screaming          | Эми                       |
| 1996      | с  | Скользящие                        | Sliders                        | Тейрин Миллер             |
| 1998      | ф  | Дымовые сигналы                   | Smoke Signals                  | Холли                     |
| 1999      | ф  | Короли рока                       | The Suburbans                  | Аманда                    |
| 2003      | с  | C.S.I.: Место преступления        | CSI: Crime Scene Investigation | соседка Линды             |
| 2003      | ф  | Старая закалка                    | Old School                     | Марисса                   |
| 2003      | с  | C.S.I.: Место преступления Майами | CSI: Miami                     | Джулия                    |
| 2004—2011 | с  | Красавцы                          | Entourage                      | Мелисса «Миссис Ари» Голд |
| 2005      | ф  | Мистер и миссис Смит              | Mr. & Mrs. Smith               | Джесси                    |
| 2005      | ф  | Неразгаданное                     | Undiscovered                   | Мишель                    |
| 2005      | с  | Медиум                            | Medium                         | Карен Херзфелд            |
| 2006      | ф  | Американская мечта                | American Dreamz                | Марни                     |
| 2008      | ф  | Американская интрижка             | An American Affair             | Эдриенн Стэффорд          |
| 2009      | с  | Анатомия страсти                  | Grey’s Anatomy                 | Маргарет                  |
| 2009      | с  | Правила совместной жизни          | Rules of Engagement            | Эллен                     |
| 2009      | с  | Говорящая с призраками            | Ghost Whisperer                | Рита Дженсен              |
| 2009      | с  | Касл                              | Castle                         | Хелен Паркер              |
| 2010      | с  | Частная практика                  | Private Practice               | Келли                     |
| 2011      | с  | Гавайи 5.0                        | Hawaii Five-0                  | Энн Дейвис                |
| 2012      | с  | Морская полиция: Спецотдел        | NCIS                           | Уэнди Миллер              |
| 2012      | с  | Лучшая охрана                     | Breaking In                    | Хизер О’Брайен            |
| 2012      | с  | Белый воротничок                  | White Collar                   | Лендон Шепард             |
| 2013      | с  | Дорогой доктор                    | Royal Pains                    | Минни                     |
| 2013—2014 | с  | Восприятие                        | Perception                     | Миранда Стайлс            |
| 2014      | с  | Тайные операции                   | Covert Affairs                 | Кейтлин Кук               |
| 2015      | ф  | Красавцы                          | Entourage                      | Мелисса «Миссис Ари» Голд |
| 2017—2018 | с  | Популярна и влюблена              | Famous in Love                 | Нина Девон                |
| 2018      | с  | Американская домохозяйка          | American Housewife             | Холли                     |
| 2019      | с  | Любовники                         | The Affair                     | Андреа                    |
| 2021      | ф  | Звёздный рубеж                    | Cosmic Sin                     | доктор Леа Голд           |